# Waarom zoeken naar liefde
Waarom zoeken naar liefde is een lied van de Nederlandse rapper Josylvio in samenwerking met rapper Mula B en producer  Yung Felix. Het werd in 2019 als single uitgebracht en stond in hetzelfde jaar als veertiende track op het album Gimma van Josylvio. 

## Achtergrond
Waarom zoeken naar liefde is geschreven door Joost Theo Sylvio Yussef Abdelgalil Dowib, Hicham Gieskes en Felix Laman en geproduceerd door Yung Felix. Het is een nummer uit het genre nederhop. In het lied rappen de artiesten over dat zij geld hebben en verdienen prefereren over zoeken naar een liefdesrelatie. Het lied werd bij radiozender FunX uitgeroepen tot DiXte track van de week. Daarnaast was het bij dezelfde radiozender in 2020 genomineerd voor een FunX Music Awards in de categorie Best Song. Deze titel werd gewonnen door Tout est bon van Boef en Numidia. De single heeft in Nederland de platina status.
Het is de eerste keer dat de drie artiesten tegelijkertijd op een hitsingle te horen zijn. Onderling waren er wel al eerdere samenwerkingen. Josylvio en Yung Felix hadden samen meerdere hits, zoals Badman ollo en Coca. Voor Josylvio en Mula B was het de eerste keer dat ze samenwerkten, maar deze samenwerking werd in 2021 herhaald op Nike Tech. Mula B en Yung Felix waren eerder te horen op Waar zijn die kechs en FML.

## Hitnoteringen
De artiesten hadden succes met het lied in de hitlijsten van het Nederlands taalgebied. Het piekte op de derde plaats van de Single Top 100 en stond 17 weken in deze hitlijst. De Top 40 werd niet bereikt; het lied bleef steken op de vijfde plaats van de Tipparade. Ook in Vlaanderen was er geen notering in de Vlaamse Ultratop 50. Het kwam hier tot de zeventiende plek van de Ultratip 100